# Tacnazo

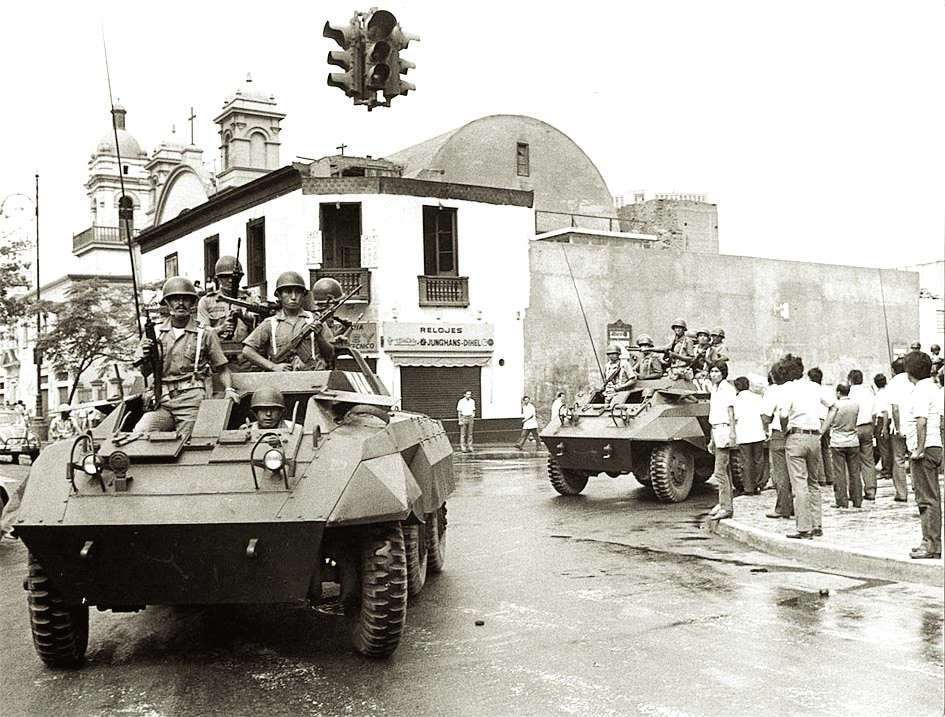
Foto tirada do Tacnazo, retratando os militares na rua

El Tacnazo foi um golpe militar lançado pelo então primeiro-ministro peruano, General Francisco Morales Bermúdez, contra o governo do presidente Juan Velasco Alvarado em 1975. Isto conduziu ao que é conhecido no Peru como a "segunda fase" do Governo Revolucionário das Forças Armadas (1968-1980).

## Desenrolar
O golpe foi planejado como um levante militar no sul da cidade de Tacna, apoiado por unanimidade por vários dos mais proeminentes membros das Forças Armadas do Peru.
Depois de um discurso improvisado na Plaza de Armas de Tacna, o general Morales Bermúdez pediu ao presidente Velasco para que deixasse o cargo pacificamente e evitasse um confronto direto. O presidente Velasco, já tendo sucumbido pela doença, renunciou depois de perceber que pouco poderia ser feito para resistir. 
Na sequência destes acontecimentos, um expurgo no Exército viu a maioria dos partidários de Velasco forçados a renunciar ou abandonar seus cargos.

## Consequências
O governo Morales Bermúdez se mostrou incapaz de continuar com o programa do governo militar esquerdista original. Ironicamente, o presidente Morales Bermúdez não continuou com o que se supunha ser a "Revolução", mas o seu próprio programa, reduziria as experiências pseudo-comunista do governo de Velasco.
Foi obrigado a convocar uma Assembleia Constituinte (que foi liderada por Víctor Raúl Haya de la Torre) e novas eleições (vencidas por Fernando Belaúnde Terry).